# Erecticornia taibaiensis
Erecticornia taibaiensis är en insektsart som beskrevs av Yuan och Tian. Erecticornia taibaiensis ingår i släktet Erecticornia och familjen hornstritar. Inga underarter finns listade i Catalogue of Life.